# Ana Layevska
Anna Sergeyevna Layevska (en ruso: Анна Сергеевна Лаевская/Anna Serguéievna Laiévskaia, en ucraniano, Ганна Сергіївна Лаєвська/Anna Serhiyivna Layevska; Kiev, Unión Soviética, 10 de enero de 1982) es una actriz ucraniana de ascendencia rusa que ha desarrollado su trayectoria artística en México.

## Vida personal
Hija única de Serguéi Laievski e Inna Rastsvetáieva, de la minoría rusa en Ucrania[cita requerida]. Su familia llegó a México cuando Ana tenía nueve años de edad, desde entonces, ha estado ligada al ambiente artístico.
Al igual que sus padres, ella profesa el cristianismo ortodoxo.
Sabe tocar el violín, la guitarra y el piano, y habla tres idiomas: inglés, español y ruso.
En 2013 empezó una relación con el empresario mexicano Rodrigo Moreira y se casaron el 12 de abril de 2014 en Morelos. El 9 de diciembre de 2017 en la Ciudad de México dio a luz a su primera hija, Masha. En 2020 dio a luz a su segundo hijo, Santiago.

## Trayectoria artística
Después de un tiempo en México empezó a estudiar la carrera de actuación en el Centro de Educación Artística de Televisa, su primer papel fue en la telenovela Alguna vez tendremos alas (1997) interpretando a una violinista rusa. Al año siguiente participó en Preciosa (1998) y Amor gitano (1999). 
En 2000 tuvo la oportunidad de protagonizar la telenovela Primer amor... A Mil Por Hora, 
en la que compartió créditos con Anahí, Kuno Becker y Valentino Lanús.
En 2001 vuelve y protagoniza la novela, El juego de la vida, junto a Sara Maldonado, y compartiendo nuevamente pantalla junto a Valentino Lanús. 
Además ha participado en obras de teatro como: La prueba, Huevo de Pascua, Anita la Huerfanita y Las mariposas son libres, junto a Mauricio Islas y Fabián Robles, sus compañeros en Primer Amor a 1000 X Hora; además realizó una miniserie llamada Partes iguales, al lado de Jorge Poza.
En 2005 Ana participó en la telenovela La Madrastra, nueva versión de la telenovela chilena del mismo nombre producida por Salvador Mejía y protagonizada por Victoria Ruffo.
Ha participado en películas como En el tiempo de las mariposas, al lado de Salma Hayek; Cansada de besar sapos, junto a Ana Serradilla; Casi divas, junto a Julio Bracho y The Fighter con Rafael Amaya.
En 2006 la actriz participó en Bailando por un sueño. Ese mismo año recibió su primer papel como protagonista interpretando a Ana Escudero en Las dos caras de Ana, al lado de Rafael Amaya y Jorge Aravena.
En 2008 protagoniza Querida enemiga, producción de Lucero Suárez, junto a Gabriel Soto, Jorge Aravena y Carmen Becerra.
En 2009 realiza al lado de Erick Elías el doblaje de la película animada Cloudy with a Chance of Meatballs.
En 2010 Ana Layevska firma contrato exclusivo con Telemundo para ser la antagonista en la telenovela El fantasma de Elena, junto a Elizabeth Gutiérrez, Segundo Cernadas y Fabián Ríos.
En 2011 participa en una telenovela de Telemundo, Mi corazón insiste. En 2012 participa en la telenovela de Telemundo Relaciones peligrosas, versión de la serie española Física o Química.
En 2013 regresa a trabajar con José Luis Reséndez en la telenovela Dama y obrero, dándole vida al papel de Ignacia.
En 2016 hace su regreso a Televisa antagonizando la serie Sin rastro de ti interpretando a Camila, junto a Adriana Louvier y donde vuelve a compartir créditos con Danilo Carrera, después de trabajar juntos en Relaciones peligrosas.
En el año 2017 protagonizó la novela de suspenso y drama psicológico llamada Maldita Tentación

## Filmografía

### Cine
| Año  | Título                            | Personaje                   |
| ---- | --------------------------------- | --------------------------- |
| 2001 | In The Times of Butterflies       | Lina Lovaton                |
| 2005 | Genesis 3:19                      | Lisa                        |
| 2006 | Cansada de besar sapos            | Andi                        |
| 2008 | Casi divas                        | Ximena Lizarraga            |
| 2009 | Cloudy with a Chance of Meatballs | Samantha "Sam" Sparks (voz) |
| 2009 | The Fighter                       | Helen                       |
| 2010 | Me importas tú y tú               | Fernanda Álvarez            |
| 2011 | El firulete                       | Ana                         |
| 2014 | Cantinflas                        | Miroslava Stern             |
| 2014 | Isa                               | Dédal                       |

### Televisión
| Año       | Título                               | Personaje                                 |
| --------- | ------------------------------------ | ----------------------------------------- |
| 1997      | Alguna vez tendremos alas            | Violinista rusa                           |
| 2000      | Locura de amor                       | Marina Iturriaga Camargo (cameo)          |
| 2000-2001 | Primer amor... a mil por hora        | Marina Iturriaga Camargo                  |
| 2001-2002 | El juego de la vida                  | Paulina de la Mora                        |
| 2003-2004 | Clap... El lugar de tus sueños       | Valentina Quintero Aragón                 |
| 2005      | La madrastra                         | Estrella San Román Fernández              |
| 2006      | Vecinos                              | Sara                                      |
| 2006-2007 | Las dos caras de Ana                 | Ana Escudero Vivanco / Marcia Lazcano     |
| 2008      | Querida enemiga                      | Lorena de la Cruz / Lorena Armendáriz     |
| 2009      | Verano de amor                       | Valeria Michel                            |
| 2009      | Mujeres asesinas                     | Marcela Rodríguez                         |
| 2009      | Tiempo final                         | Pilar                                     |
| 2010      | El fantasma de Elena                 | Elena Calcaño / Daniela Calcaño           |
| 2011      | Mi corazón insiste                   | Déborah Noriega de Santacruz "Devoradora" |
| 2012      | Relaciones peligrosas                | Patricia "Patty" Milano                   |
| 2013      | Dama y obrero                        | Ignacia Santamaría Mendoza                |
| 2016      | Sin rastro de ti                     | Camila Borges                             |
| 2017      | Maldita Tentación                    | Estefanía Braun                           |
| 2018      | José José, el príncipe de la canción | Christian Bach                            |
| 2018      | Y mañana será otro día               | Margarita Rojas de González               |
| 2019      | Yankee                               | Laura Wolf                                |
| 2020      | The Flowers                          | Sasha                                     |
| 2021      | La negociadora                       | Mónica Sánchez                            |
| 2021-2022 | Guerra de vecinos                    | Silvia Espinoza                           |
| 2022      | Mi secreto                           | Mariana de Ugarte                         |
| 2023      | Tríada                               | María Fernanda "Marifer"                  |
| 2023-2024 | Dra. Lucía, un don extraordinario    | Mariana Esquivel                          |
| 2023      | La hora marcada                      | Lili                                      |
| 2024      | Somos oro                            | Ana Pau                                   |
| 2025      | Entre paredes                        | Silvana                                   |

### Estrella invitada
| Año  | Programa(s)                  | Rol        |
| ---- | ---------------------------- | ---------- |
| 2005 | Otro rollo con: Adal Ramones | Ella Misma |
| 2005 | Don Francisco presenta       | Ella Misma |

## Banda sonora
| Año  | Telenovela(s)                 | Canción                                                           |
| ---- | ----------------------------- | ----------------------------------------------------------------- |
| 2000 | Primer amor... a mil por hora | interpretando "Inocencia"                                         |
| 2001 | El juego de la vida           | Interpretando "Por Tu Amor" interpretando "Te Quiero Tanto Tanto" |

## Premios y nominaciones
- 2015: La revista People en Español la nombró como uno de "Los 50 más bellos".

### Premios TVyNovelas
| Año  | Categoría                                            | Telenovela                  | Resultado |
| ---- | ---------------------------------------------------- | --------------------------- | --------- |
| 2017 | Mejor villana                                        | Sin rastro de ti            | Nominada  |
| 2007 | Mejor actriz protagónica                             | Las dos caras de Ana        | Nominada  |
| 2006 | Mejor actriz juvenil                                 | La madrastra                | Nominada  |
| 2001 | Mejor revelación femenina                            | Primer amor... a mil x hora | Ganadora  |
| 2001 | Premios especiales: Mejor beso (con Valentino Lanús) | Primer amor... a mil x hora | Ganadora  |

### Premios Tu Mundo
| Año  | Categoría           | Telenovela            | Resultado |
| ---- | ------------------- | --------------------- | --------- |
| 2012 | ¡Que Beso más Rico! | Relaciones peligrosas | Nominada  |
| 2012 | La pareja perfeca   | Relaciones peligrosas | Nominada  |
| 2012 | Mejor villana       | Mi corazón insiste    | Nominada  |

### Miami Life Awards
| Año  | Categoría         | Telenovela            | Resultado |
| ---- | ----------------- | --------------------- | --------- |
| 2014 | Mejor actriz      | Dama y obrero         | Nominada  |
| 2013 | Actriz de Reparto | Relaciones peligrosas | Nominada  |
| 2012 | Actriz de Reparto | Mi corazón insiste    | Nominada  |

### Premios People en español
| Año  | Categoría               | Telenovela            | Resultado |
| ---- | ----------------------- | --------------------- | --------- |
| 2013 | Mejor actriz            | Dama y obrero         | Nominada  |
| 2012 | Mejor actriz secundaria | Relaciones peligrosas | Nominada  |